# Zofia Gulewicz
Zofia Gulewicz (ur. 8 lipca 1915 w Warszawie, zm. 20 kwietnia 1998 w Wilnie) – polska tancerka i choreograf.

## Życiorys
Wychowywana samotnie przez matkę, Janinę Wernicką. W latach 1928–1931 była uczennicą Szkoły Artystyczno-Baletowej przy Teatrze Wielkim w Warszawie. W 1935 została członkiem tancerzy Teatru Wielkiego. Rok później zagrała w filmie Ada! To nie wypada!. Męża Arseniusza Gulewicza, inżyniera pochodzącego z Wileńszczyzny poznała w Tatrach. Tuż przed wojną udali się na wschód do Kolonii Wileńskiej.
Po wojnie nie przesiedliła się w granice Polski Ludowej. Początkowo zajmowała się wychowywaniem dzieci. Następnie za namową dyrektora polskiej szkoły w Kolonii Wileńskiej utworzyła grupę taneczną z uczniów. W 1955 roku powołano zespół pieśni i tańca Wilia. Zofia została namówiona do wstąpienia do niego jako osoba mająca doświadczenie i wykształcenie w tej dziedzinie. Gulewicz przez kolejnych 40 lat kierowała tą grupą. Jej rolą było uczyć tancerzy fachu od podstaw, w tym makijażu scenicznego, a także dbać o oprawę, na którą materiał często kupowała za własne pieniądze. Jej umiejętności zostały dostrzeżone przez państwowy zawodowy litewski zespół „Lietuva”, który poprosił Gulewicz o przygotowywanie dla niego choreografii polskich tańców. Stworzyła ponad 300 tańców. Wykształceni przez nią tancerze i choreografowie uczyli potem następne pokolenia. Roman Rotkiewicz, weteran PZAPiT „Wilia” stwierdził, że Zofia Gulewicz „była wzorcem naszego stosunku do tańca”.
Skończyła kurs dyrygentury w wileńskiej szkole im. Juozasa Tallat-Kelpsy.
Została pochowana przy mężu na Lipówce, w Wilnie, na cmentarzu prawosławnym.
Miała syna Włodzimierza i córkę Ludmiłę.

## Nagrody i odznaczenia
- 1986 rok – Nagroda im. Oskara Kolberga. Kategoria V. Działalność naukowa, dokumentacyjna, animacja i upowszechnianie kultury ludowej; Dziedzina: Muzyka, Taniec[4]
- Krzyż Kawalerski Orderu Odrodzenia Polski
- Odznaka „Zasłużony dla Kultury Polskiej” (dwukrotnie)
- Tytuł „Zasłużony pracownik kulturalno-oświatowy Litwy”
- Odznaka Honorowa 1000-lecia państwa polskiego
- Złota odznaka Honorowa Towarzystwa „Polonia”

## Upamiętnienie
W 2008 roku ulicy przy której mieszkała zostało nadane jej imię. W 2021 roku w Kolonii Wileńskiej, dzielnicy gdzie mieszkała, pojawiły się tabliczki upamiętniające znanych mieszkańców, w tym Zofię Gulewicz.
W 1996 została odznaczona Krzyżem Kawalerskim Orderu Odrodzenia Polski.